# Alicja Żbikowska
Alicja Żbikowska, po mężu Michalak (ur. 22 czerwca 1950 w Gdańsku) – polska koszykarka, reprezentantka Polski, medalistka mistrzostw Polski.

## Kariera sportowa
Była zawodniczką Spójni Gdańsk, z którą wywalczyła sześciokrotnie wicemistrzostwo Polski (1969, 1970, 1978, 1979, 1980, 1981) oraz dwa brązowe medale mistrzostw Polski (1968, 1974).
Z reprezentacją Polski juniorek wystąpiła na mistrzostwach Europy w 1969, zajmując 4. miejsce. Z reprezentacją Polski seniorek wystąpiła na mistrzostwach Europy w 1972 (9 m.) i 1974 (9 m.). 